# Francis G. Newlands

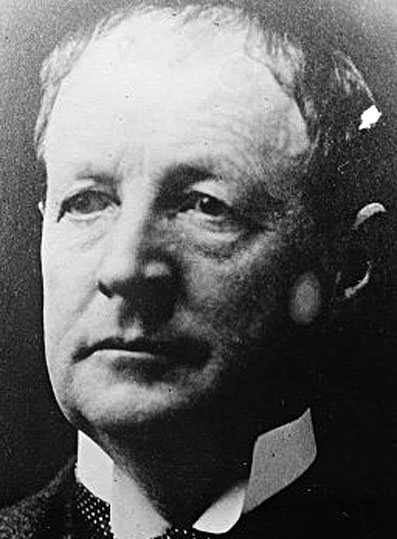
Francis G. Newlands

Francis Griffith Newlands (* 28. August 1846 in Natchez, Mississippi; † 24. Dezember 1917 in Washington, D.C.) war ein US-amerikanischer Politiker, der den Bundesstaat Nevada in beiden Kammern des Kongresses vertrat.

## Leben
Francis Newlands wurde als Sohn von James Birney Newlands und dessen Frau Jessie Barland geboren; seine Vorfahren waren von Schottland aus in die Vereinigten Staaten eingewandert. Er wuchs zunächst in Mississippi auf, kam jedoch später mit seinen Eltern über Missouri nach Quincy (Illinois). Nach dem frühen Tod seines Vaters zog er mit seiner Mutter nach Washington D.C., wo er zunächst das Yale College besuchte und seinen Abschluss in Rechtswissenschaften an der Columbian College Law School, der heutigen George Washington University, erlangte. 1869 wurde Newlands als Rechtsanwalt zugelassen; ein Jahr darauf, 1870, zog er nach San Francisco (Kalifornien), wo er rund 18 Jahre lang lebte.
Hier lernte Newlands auch William Sharon kennen, einen der Entdecker von großen Silbervorkommen in Virginia City (Nevada). Im November 1874 heiratete Newlands Sharons Tochter Clara Adelaide. Die beiden bekamen im November 1880 ihr einziges Kind, ihre Tochter Frances. Newlands Enkelsohn ist der US-amerikanische Musikproduzent Chris Strachwitz. 1888 folgte Newlands seinem Schwiegervater nach Nevada, wo er ebenfalls als Anwalt praktizierte.
1892 kandidierte Newlands, der Parteimitglied der Demokraten war, mit Erfolg für einen Sitz im Repräsentantenhaus der Vereinigten Staaten. Er trat sein Amt am 4. März 1893 an und konnte es durch vier Wiederwahlen bis zum 3. März 1903 behalten. In seiner so genannten Newlands Resolution, die er im Jahr 1898 schrieb, schlug er die Annexion von Hawaii vor sowie die Gründung des Hawaii-Territoriums.
Bereits 1902 kandidierte er für einen Sitz im Senat der Vereinigten Staaten; am 4. März 1903 zog er in die zweite Parlamentskammer ein. Newlands wurde somit wie sein Schwiegervater William Sharon Senator, der von 1875 bis 1881 in den Kongress gewählt worden war. 1913 wurde Newlands zum Vorsitzenden des Senate Committee on Commerce, Science and Transportation gewählt. Ebenfalls zu beachten ist der Vorsitz der so genannten Titanic-Commission, die im Frühjahr 1912 in New York City zusammentrat und die Newlands mit den Senatoren William Alden Smith (Michigan) und Isidor Rayner (Maryland) leitete. In jener Untersuchungskommission wurden die Gründe wie auch der Ablauf des Untergangs der Titanic analysiert.
Francis G. Newlands starb während seiner dritten Amtszeit als US-Senator im Alter von 71 Jahren.